# Matthías Jochumsson

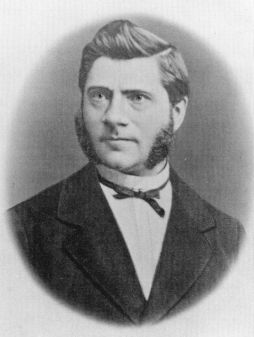
Matthías Jochumsson

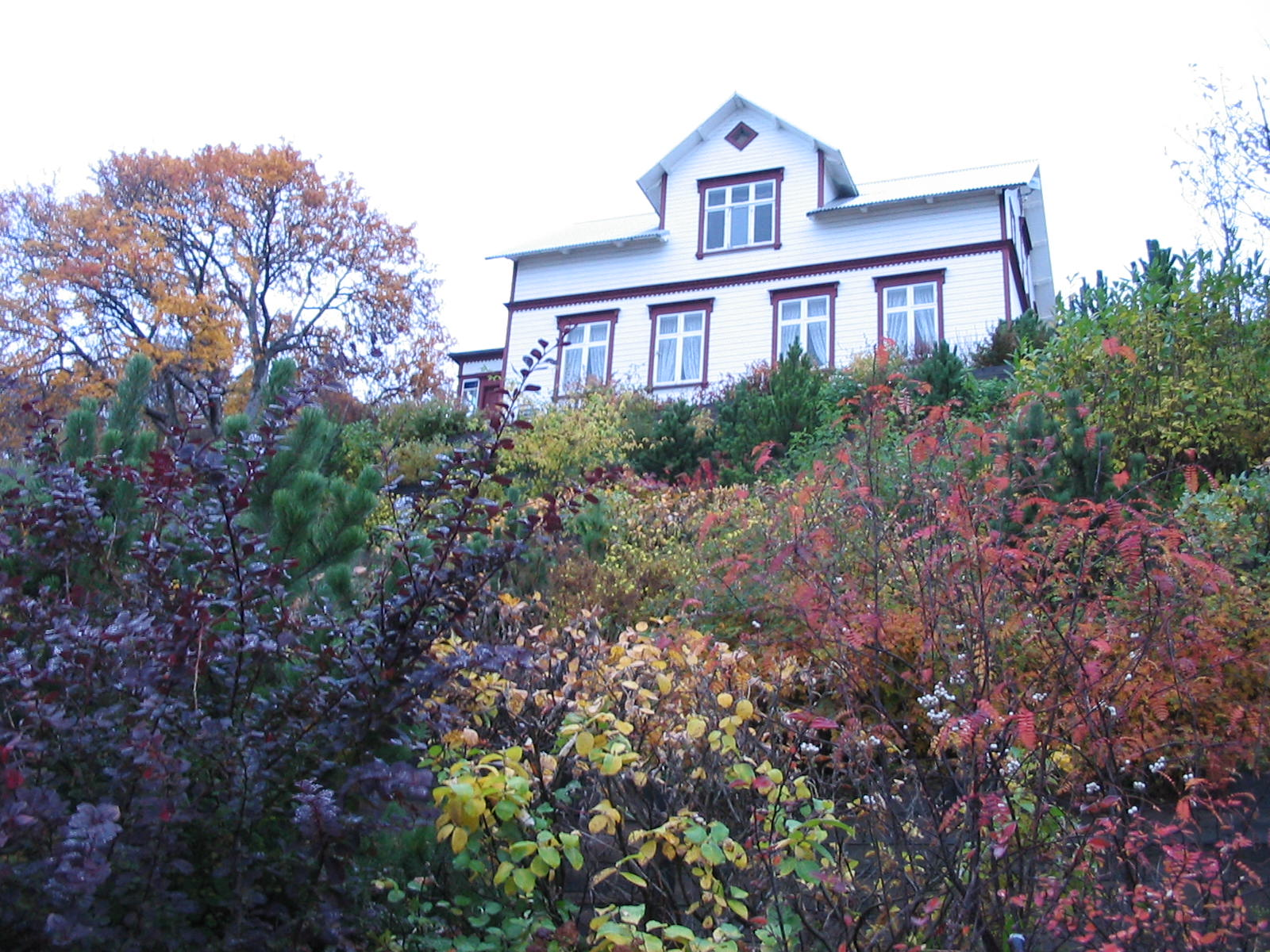
Haus Sigurhæðir

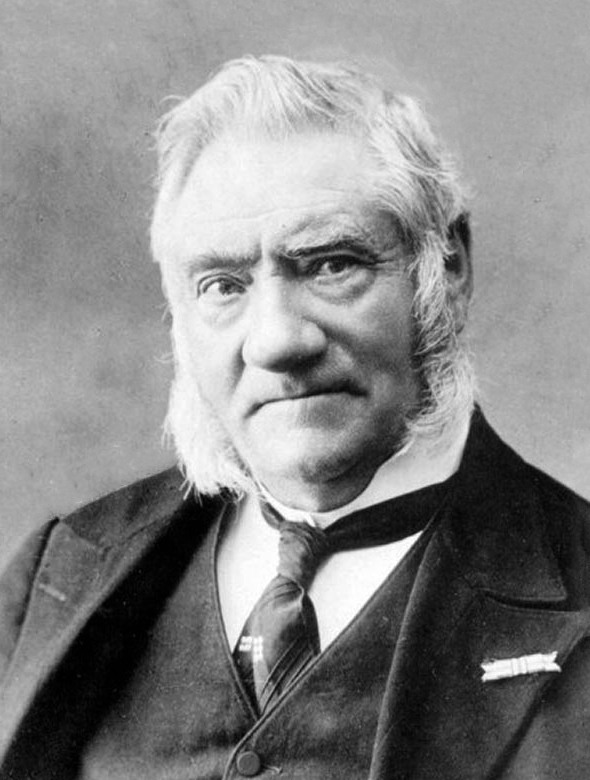
Um 1913

Matthías Jochumsson (* 11. November 1835 auf dem Hof Skógar im Þorskafjörður, Island; † 18. November 1920 in Akureyri, Island) war isländischer Nationaldichter und Pfarrer.

## Leben
Der Schriftsteller wurde in eine arme und kinderreiche Familie hineingeboren und kam ab dem Alter von 10 Jahren zu verschiedenen Zieheltern, wo er in der Landwirtschaft helfen musste.
Eine positive Wendung erfuhr sein Leben, als er mit 16 Jahren anfing für Förderer seiner Eltern auf der damals noch reichen Insel Flatey zu arbeiten. Nachdem er sich auf vielen Gebieten wie Landwirtschaft, Fischfang und auch im Geschäft als tüchtig erwiesen hatte, wurde ihm ein Auslandslehrgang in Wirtschaft in Kopenhagen finanziert.
Dies erwies sich als Glücksfall, denn er kam dort außerdem in Kontakt mit dem Kulturleben und einflussreichen Personen wie Jón Sigurðsson und Steingrímur Thorsteinsson. Von dieser Umgebung inspiriert und angeregt – er beschäftigte sich u. a. auch mit Shakespeare und Schiller – begann Matthías Jochumsson zu schreiben und wollte sich gerne als Schriftsteller weiterbilden.
Da dies auch bei seinen Gönnern in Flatey bekannt wurde, ermöglichte man ihm nach einiger Zeit, die höhere Schule (Lærði Skólinn) in Reykjavík als Erwachsener zu besuchen und er schloss sie 1863 mit dem Abitur ab. Anschließend machte er noch eine zweijährige Ausbildung zum evangelischen Pfarrer und beendete diese im Jahre 1865.
Er heiratete und arbeitete als Pfarrer auf Kjalarnes, verlor jedoch seine Frau schon nach zwei Jahren. Auch seine zweite Ehe endete nach kurzer Zeit mit dem tragischen Tod der Ehefrau.
Diese Schicksalsschläge bewirkten, dass er im Leben zeitweilig die Orientierung verlor. Er gab die Arbeit als Pfarrer auf und reiste ins Ausland, schlug sich in England, Dänemark, Norwegen und anderen Ländern durch.
Schließlich aber gelang es ihm, im Leben erneut Fuß zu fassen, und er kehrte 1874 nach Island zurück.
Er wurde nun Chefredakteur der Zeitung Þjóðólf, heiratete wieder und hatte mit der dritten Frau in den nächsten Jahren zahlreiche Kinder.
Im Jahre 1880 beendete er seine Arbeit als Redakteur und wandte sich wieder dem Priesteramt zu. Er wurde Pfarrer auf dem traditionsreichen Pfarrhof Oddi (Rangárvallasýsla), auf dem im Mittelalter etwa Snorri Sturluson bei Jón Loftsson seine Ausbildung erhalten hatte.
Von 1887 bis 1890 arbeitete Matthías Jochumsson als Pfarrer in Akureyri. Sein dortiges Haus Sigurhæðir ist heute Museum.
Der Schriftsteller starb hochverehrt im Jahre 1920 in Akureyri.

## Werke
Sein Werk ist ziemlich umfangreich und umfasst Lyrik, Theaterstücke, Prosatexte und Übersetzungen. Zu letzteren gehören Übersetzungen von Werken der weltberühmten Schriftsteller Byron, Shakespeare und Ibsen.
Matthías Jochumsson hatte früh begonnen zu schreiben.
Bekannt wurde er mit dem heute noch beliebten Theaterstück Skugga-Sveinn, das in der höheren Schule in Reykjavík erstaufgeführt worden war.
Sein richtiger Durchbruch gelang ihm aber im Jahre 1874. Zur 1000-Jahr-Feier der Gründung der Besiedelung von Island kam der dänische König Christian IX. zum Staatsbesuch. Aus Anlass der Feier wurden zahlreiche Gedichte verfasst. Besondere Beliebtheit aber erlangte Matthías Jochumssons Gedicht Lofsöngur (Loblied) „Ó, guð vors lands“, das von Sveinbjörn Sveinbjörnsson vertont worden war. Dies ist inzwischen die isländische Nationalhymne.
Weiterhin dichtete er ein Drama über den letzten katholischen Bischof Islands Jón Arason.
Matthías schrieb neben vielen anderen auch Gedichte zu Ehren bekannter Isländer wie Eggert Ólafsson und Hallgrímur Pétursson.
Bekannt ist er auch dafür, Psalmen geschrieben sowie ins Isländische übersetzt zu haben, z. B. Näher, mein Gott, zu dir (Hærra mín guð til þín).
Viele seiner Gedichte und Psalmen wurden vertont.

## Autobiografie
- Sögukaflar af sjalfúm mér, postum 1922 erschienen.